# Pavel Hofmann
Pavel Hofmann (* 29. Januar 1938 in Prag) ist ein ehemaliger tschechoslowakischer Ruderer. Er gewann eine olympische Bronzemedaille und war 1963 Europameister.

## Sportliche Karriere
Der 1,79 m große Pavel Hofmann gewann seine erste internationale Medaille bei den Europameisterschaften 1959 in Mâcon, als er mit dem Achter aus der Tschechoslowakei die Silbermedaille hinter dem Boot aus der Bundesrepublik Deutschland erkämpfte. Bei den Olympischen Spielen 1960 trat Hofmann im Vierer mit Steuermann an. Die Crew gewann ihren Vorlauf, schied aber im Halbfinale aus.
Drei Jahre später trat er bei den Europameisterschaften 1963 in Kopenhagen zusammen mit Vladimír Andrs im Doppelzweier an. Die beiden siegten vor dem US-Doppelzweier mit Seymour Cromwell und Donald Spero sowie Oleg Tjurin und Boris Dubrowski aus der Sowjetunion.
Bei den Olympischen Spielen 1964 in Tokio gewannen Andrs und Hofmann den dritten Vorlauf vor den Booten aus Belgien und Frankreich und zogen damit direkt in das Finale ein. Im Finale siegten Oleg Tjurin und Boris Dubrowski mit drei Sekunden Vorsprung vor Seymour Cromwell und James Storm. Eine Sekunde hinter den Amerikanern erreichten die beiden Ruderer aus der Tschechoslowakei als Dritte das Ziel mit über zehn Sekunden Vorsprung vor den viertplatzierten Schweizern Melchior Bürgin und Martin Studach.